# Межпарламентская Ассамблея Верховной Рады Украины, Сейма и Сената Республики Польша и Сейма Литовской Республики
Межпарламентская Ассамблея Верховной Рады Украины, Сейма и Сената Республики Польша и Сейма Литовской Республики, также МПА — трехсторонний орган сотрудничества парламентариев стран Люблинского треугольника: Украины, Польши и Литвы.
В состав Ассамблеи входят по 10 депутатов от каждой из сторон. Сопредседателями Ассамблеи являются руководители парламентов трех стран (с польского — Маршал Сената Республики Польша).
Решение о создании этого органа было принято во время встречи глав парламентов Украины, Литвы и Польши 13 мая 2005 в Луцке.
Учредительное заседание трехсторонней Ассамблеи состоялось 16 июня 2008 в Киеве при участии парламентских делегаций во главе с Председателем Верховной Рады Украины А. Яценюком, Маршалком Сената Республики Польша Б. Борусевичем и Председателем Сейма Литовской Республики Ч. Юршенасом. Участники заседания подписали Устав Ассамблеи и приняли трехстороннее Декларацию Ассамблеи.
Созданы комитеты Ассамблеи:
- Комитет по вопросам европейской и евроатлантической интеграции;
- Комитет по вопросам гуманитарного и культурного сотрудничества;
- Комитет по вопросам регионального, местного и торгово-экономического сотрудничества;
- Комитет по вопросам энергетической, гуманитарной и информационной безопасности.

## Заседания
- I сессии — 16 июня 2008 в Киеве;
- II сессия — 25-26 июня 2009 в Люблине;
- III сессия — 7-8 октября 2010 в Вильнюсе;
- IV сессия — 21-22 марта 2011 в Киеве;
- V сессия — 25-26 марта 2013 в Варшаве; заседание Президиума Ассамблеи состоялось 17 марта 2014 в Киеве;
- VI сессия — 28-29 мая 2015 в Вильнюсе;
- VII сессия — 30-31 мая 2016 года в Киеве;[1]
- VIII сессия ассамблеи состоялась 27-28 марта 2017 в Варшаве и приняла конечный документ;[2]
- IX сессия — 12-13 ноября 2018 в Вильнюсе;
- X сессия — 7-8 июня 2019 в Киеве;
- XI сессия — 2020.